# Paul Bouré

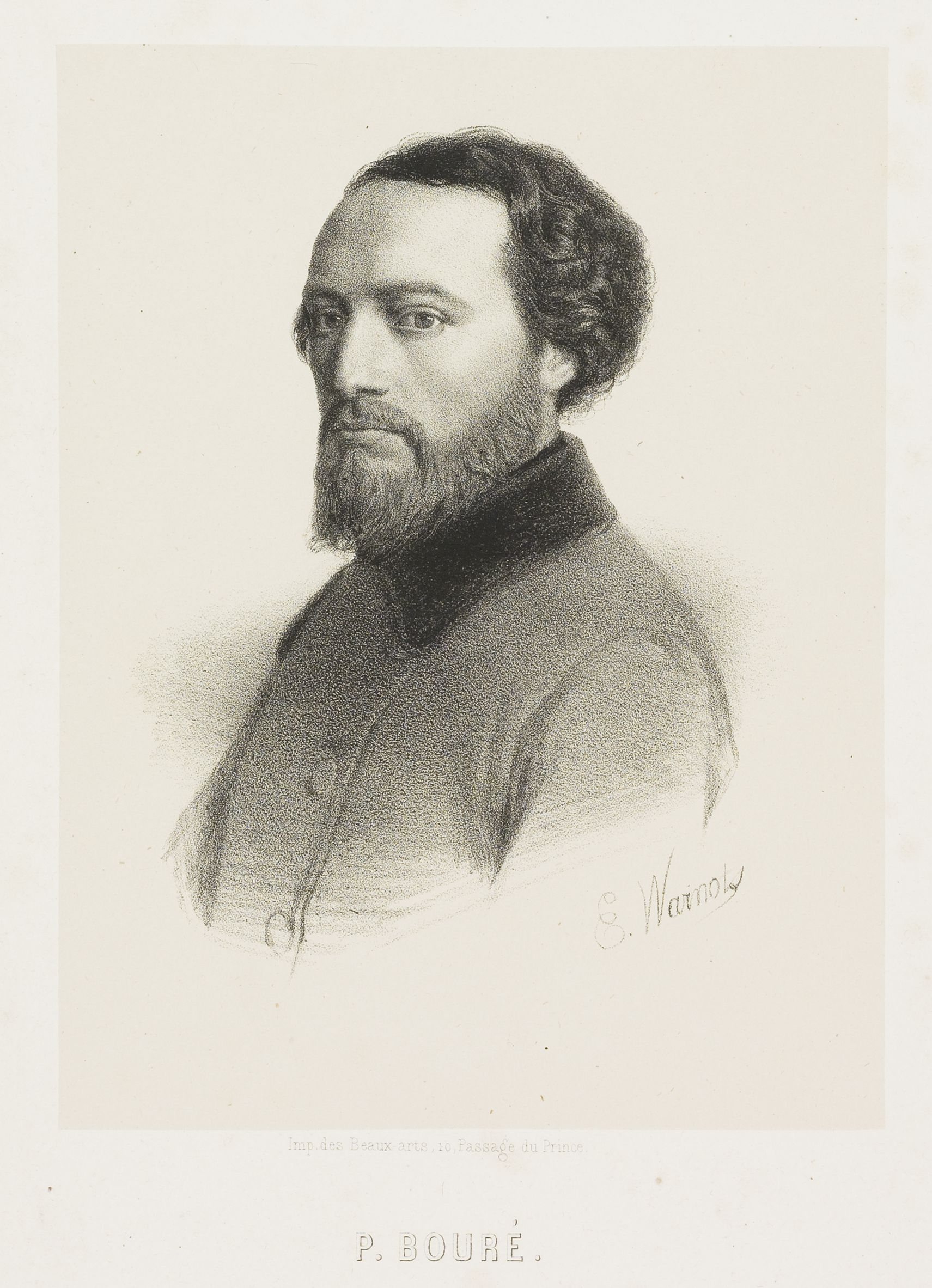
Paul Bouré

Paul-Joseph Bouré (2 juli 1823 - 17 december 1848) was een Belgisch beeldhouwer die briljant debuteerde maar op 25-jarige leeftijd stierf. Zijn jongere broer Félix Bouré trad in zijn voetsporen. 

## Loopbaan
Hij was de zoon van Jean-Guillaume Bouré en Adelaïde Mousson. Van 1837 tot 1841 studeerde hij aan de Koninklijke Academie voor Schone Kunsten van Brussel, terwijl hij zich vervolmaakte in de ateliers van Willem Geefs en daarna Eugène Simonis. In oktober 1841 reisde hij naar Italië en bezocht hij Rome, Pisa en Florence. In die laatste stad begon hij in 1842 te studeren bij Emilio Santarelli (1801-1886). Hij trok de aandacht van Lorenzo Bartolini, die werd getroffen door zijn vroegrijpe talent.  

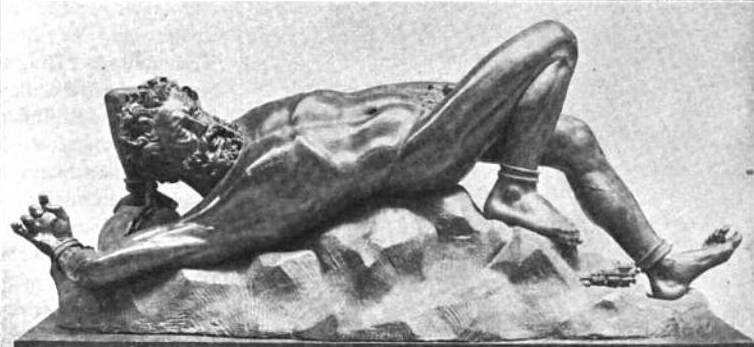
Prometheus geketend op de berg Kaukasus (1845)

In 1844 keerde de 19-jarige Bouré terug naar België en begon zijn werk te exposeren. De Italiaanse beeldhouwer Carlo Finelli  prees zijn Mediterende Amor (1844), en ook zijn Jonge liggende faun (1843) werd bewonderd. Bouré's versie van Prometheus geketend werd opgemerkt tijdens de Salon van Brussel van 1845. Op de salon van 1848 toonde Bouré zijn Knikkerend jongetje en Wilde verrast door een slang, waarmee hij de gouden medaille won. Vooral dit laatste werk plaatst de kunstenaar op het snijvlak van classicisme en romantiek. De kronkelige strijd tussen mens en dier herinnerde aan de Laocoöngroep, maar deed afstand van de heroïsche opvatting door zijn protagonist af te beelden als 'zonder hoop, reeds verslagen, gewurgd en gevangen, verstoken van elke mogelijkheid om voor vrijheid te vechten'.   
Tegen het einde van zijn leven trok Bouré zich terug in Olloy-sur-Viroin, een dorp in het zuiden van de provincie Namen waar zijn grootmoeder woonde. Daar begon hij te schilderen. Een zelfportret is vermeld in een overzichtstentoonstelling van 1905. Kort voor zijn dood slaagde Bouré erin een groep van acht gevelbeelden te voltooien voor het stadhuis van Brussel: Filips de Goede, Karel de Stoute, Maria van Bourgondië, Maximiliaan van Oostenrijk, Filips de Schone, Karel V, Margaretha van Parma en Filips II van Spanje. Zijn laatste twee werken, Christus en de Maagd, waren bestemd voor de kerk van Olloy. Op verzoek van zijn vader werden zijn gipsen aan de Belgische regering gegeven. De KMSKB bezitten zijn voornaamste beelden.
- Bibliothèque nationale de France: cb149703685 (data)
- International Standard Name Identifier: 0000 0000 0118 8894
- Virtual International Authority File: 59357517